# Meerhof
Meerhof ist ein Ortsteil der Stadt Marsberg im Hochsauerlandkreis mit rund 1200 Einwohnern.

## Geographische Lage
Meerhof liegt gut sechs Kilometer nördlich von Marsberg im Naturpark Teutoburger Wald / Eggegebirge. Es liegt ungefähr 25 km südlich von Paderborn und nur sechs km von der hessischen Grenze entfernt auf einer Höhe von 410 m über NN.
Der Ortsteil hat eine Fläche von 17 km² und eine Einwohnerdichte von 76 Einwohnern/km².
Der Ort liegt an der A 44 zwischen Dortmund und Kassel an der Anschlussstelle Lichtenau (ehemals Marsberg-Meerhof) in der Nähe des Autobahnkreuzes Wünnenberg-Haaren.

## Geschichte
Meerhof wird zum ersten Mal im Jahre 1170 als „Ostmere“ urkundlich erwähnt. In dieser Urkunde erlaubte der Kölner Erzbischof Philipp von Heinsberg dem Burgherren (Castellanus) Gottschalk von Padberg in „Breidelare“ ein Kloster zu bauen. Im Jahre 1279 richtete das Kloster Bredelar in dem heutigen Meerhof einen Fronhof ein, nachdem sich hier mehrere Bauern angesiedelt hatten. Am Ende des Mittelalters wurde „Mere“, wie fast alle Orte des Sintfeldes, von Verwüstung erfasst. Im Jahre 1416 tauchte erstmals der Name „Meerhof“ auf. Von der mittelalterlichen Siedlung scheint nur ein Hof übrig geblieben zu sein. Dies drückt sich im Wechsel der Ortsnamen aus. Auch dieser „Meerhof“ wurde mehrfach verwüstet.
1470 kaufte das Kloster Dalheim Meerhof dem Kloster Bredelar ab. 1496 wurde der Kaufvertrag von 1470 abgeändert und Bredelar bekam die Hälfte von Meerhof wieder zurück. Beim Übergang von Meerhof an das Kloster Dalheim waren die wirtschaftlichen Verhältnisse Meerhofs schlecht. Meerhof war ganz verwüstet. Dalheim brachte nun die Grundherrschaft zu neuer Blüte. In dem entvölkerten Meerhof förderte Dalheim den Zugang von Siedlern. Die Feldmark Meerhof wurde bedeutend erweitert durch die Heranziehung der Kurie Hasselborn. Diese hatte Dalheim 1499 vom Stift Cappel bei Lippstadt käuflich erworben. Aus der Besiedlung der zusammengeschlagenen Kurien Meerhof und Hasselborn erwuchs nun das neue Dorf Meerhof. Die frühzeitliche Entwicklung des Dorfes stand unter starkem Einfluss des Klosters Dalheim.
Meerhof war seit dem Mittelalter bis 1802/03 Teil des Hochstifts Paderborn und war dann bis 1807 erstmals preußisch. Im Königreich Westphalen bildete Meerhof von 1807 bis 1813 eine Gemeinde im Kanton Wünnenberg im Departement der Fulda. Die Gemeinde fiel nach der napoleonischen Niederlage 1813 an Preußen zurück, wurde 1815 in die neue Provinz Westfalen eingegliedert und kam durch Erlass der Königlichen Regierung in Minden 1816 zum neuen Kreis Büren. Im Kreis Büren gehörte Meerhof zum Amt Wünnenberg.
Kirchlich war Meerhof, wie bereits das mittelalterliche „Mere“, bis ins 20. Jahrhundert der Pfarrei Oesdorf zugeordnet. Erst 1902 erfolgte die Abpfarrung. Die 1914 neu gebaute katholische Pfarrkirche St. Laurentius trägt wie die Nuttler Kirche, die als Meerhofer Mutterkirche bezeichnet wird, das Patrozinium des heiligen Laurentius.
Die Gemeinde Meerhof wurde am 1. Januar 1975 durch das Sauerland/Paderborn-Gesetz in die Stadt Marsberg eingegliedert, die gleichzeitig zum Hochsauerlandkreis kam.

## Politik

### Gemeinderat
Die Wahlergebnisse der Kommunalwahl des Ortsteils Meerhof vom 26. September 2004:
| Partei / Gruppierung | Stimmenanteil |
| -------------------- | ------------- |
| CDU                  | 59,1 %        |
| SPD                  | 35,4 %        |
| Bürgergemeinschaft   | 2,6 %         |
| Grüne                | 1,0 %         |
| Wir für Marsberg     | 1,9 %         |

### Wappen
Blasonierung: „Gespalten in Gold (Gelb) und Grün; vorn eine aufrechte grüne Ähre, hinten eine aufrechte goldene (gelbe) Hirschstange.“
Das Gemeindewappen wurde 1966 durch den Innenminister des Landes Nordrhein-Westfalen genehmigt. Die Symbole Ähre und Hirschstange stehen für die Landwirtschaft und den Waldreichtum der ehemaligen Gemeinde.

## Sehenswürdigkeiten

### Naturerlebnis Wald
Ein 3,5 Kilometer langer, im Naturpark Eggegebirge gelegener Waldrundweg mit 22 Stationen vermittelt Wissenswertes rund um das Thema Ökosystem Wald. Die Wanderer und Spaziergänger werden ermuntert, durch eigenes Handeln, Sehen, Hören und Ertasten „ihren“ Wald zu erkunden. So kann zum Beispiel eine Köhlerhütte betreten, in Teiche durch ein Periskop hineingeschaut oder ein künstlerisch gestalteter Skulpturenbaum bewundert werden. Der Pfad ist ganzjährig geöffnet und selbständig zu begehen.

### Bauwerke
In der Liste der Baudenkmäler in Marsberg sind für Meerhof vier Baudenkmale aufgeführt.

## Wirtschaft

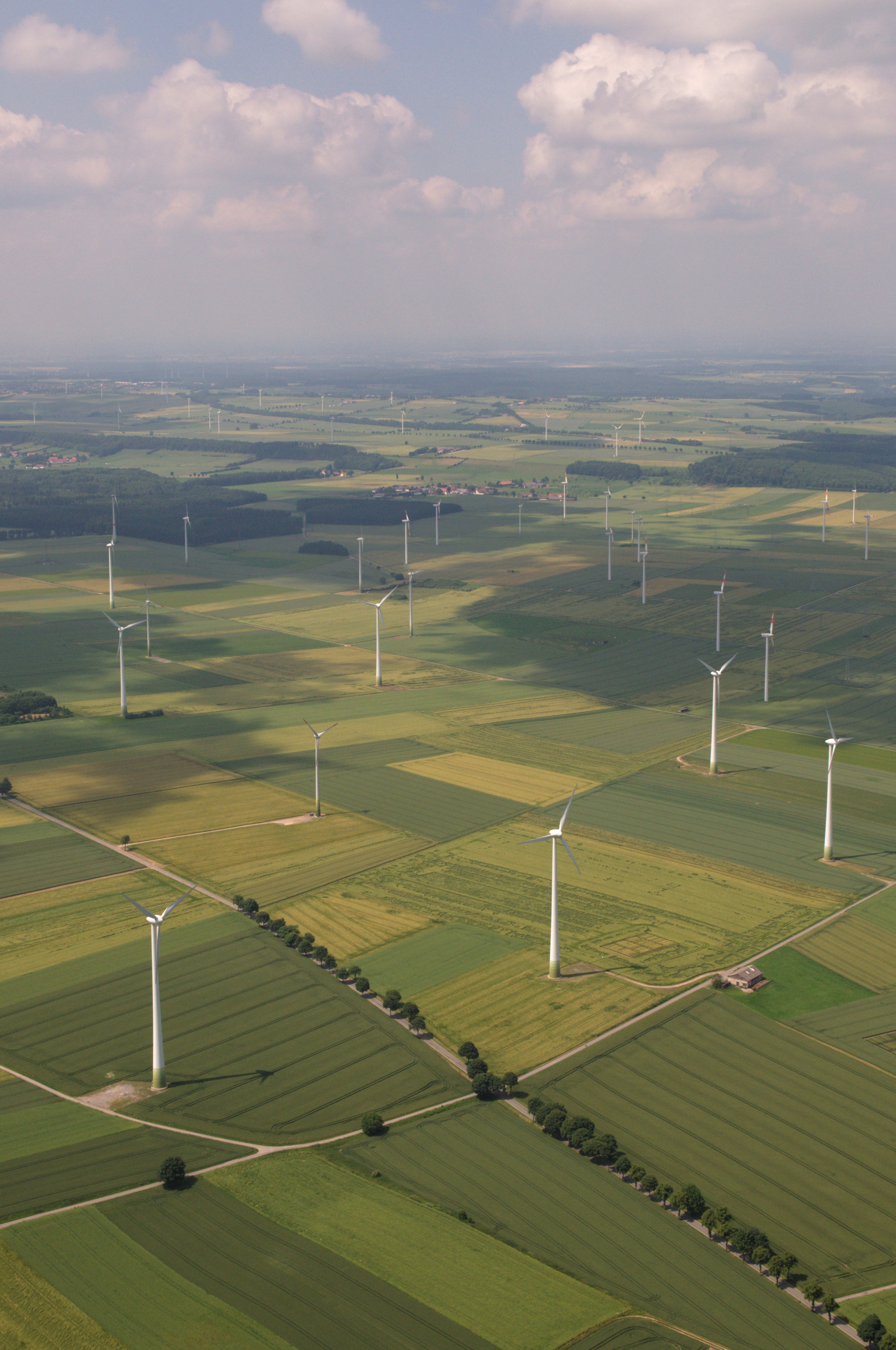
Windpark Sintfeld

### Windpark
Der Windpark Sintfeld liegt zum größten Teil auf der Fläche der Gemarkung Meerhof. Das mit 105 MW größte private Umspannwerk Europas wurde auf Meerhofer Ackerfläche gebaut.